# Ramona (prenume)
Ramona este de obicei un prenume feminin, forma feminină a numelui Ramon (din spaniolă) și Raymond (din germana veche), însemnând „protector înțelept”. Astăzi, numele este folosit în Spania, România, Republica Moldova, Italia și Portugalia precum și în unele țări din America Latină și America de Nord. A fost popularizat de romanul din secolul al XIX-lea Ramona și de seria de cărți pentru copii Ramona a autoarei americane Beverly Cleary.
Numele Ramona a fost un prenume foarte popular pentru femei (locul 296 din 4276) din Statele Unite ale Americii, în anul 1960. 

## Oameni de seamă
- Ramona (vocalist) (1909−1972), cântăreață și pianistă americană de cabaret din anii 1930
- Comandante Ramona (mort în 2006), lider de gherilă mexicană al Armatei Zapatiste de Eliberare Națională
- Ramona Bachmann (născută în 1990), fotbalist elvețian
- Ramona Farcău (născută în 1979), handbalistă română
- Ramona Fradon (1926–2024), artistă americană de desene animate
- Avril Ramona Lavigne (născută în 1984), cântăreață, compozitoare și actriță canadiană
- Ramona Mănescu (născută în 1972), om politic român
- Ramona Marquez (născută în 2001), actriță britanică
- Ramona Shelburne (născută în 1979), scriitoare sportivă și jucătoare de softball americană
- Ramona Young (născută în 1998), actriță americană
- Ramona Singer (născută în 1956) personalitate TV și femeie de afaceri americană

## Personaje fictive
- Ramona, o marionetă de iepure din serialul TV pentru copii ITV Meridian The Ark
- Ramona, personajul principal din romanul Ramona din 1884 de Helen Hunt Jackson
- Ramona, un personaj recurent în serialul TV Santa Clarita Diet
- Ramona Flowers, una dintre protagoniștii din seria Scott Pilgrim
- Ramona Gibbler, personaj în distribuția principală a emisiunii Netflix, Fuller House, interpretată de Soni Bringas
- Ramona Ortega, personaj principal din romanul Esperanza Rising din 2002 de Pam Munoz Ryan
- Ramona Quimby, personajul principal într-o serie de povești pentru copii de Beverly Cleary
- Ramona Ramirez, bona spaniolă din serialul britanic Cold Feet
- Ramona Royale, personaj din serialul FX American Horror Story: Hotel, interpretat de Angela Bassett
- Ramona Badwolf, personajul liniei de păpuși de modă și al seriei Netflix Ever After High, interpretată de Cindy Robinson